# Революция 1831 года в Италии
Революция 1831 года в Италии (ит. I moti nei Ducati e nello Stato Pontificio) — революционное движение, охватившее итальянские государства центральной Италии.
После французской революции 1830 года среди некоторых итальянских карбонарев возродились надежды на новое восстание. В герцогстве Модена произошло восстание, которое распространилось не только на герцогство, но и на многочисленные города Папской области, от Болоньи до Марке и Умбрии.

## Ход событий
В Модене арест Чиро Менотти 3 февраля 1831 года по приказу герцога Франческо IV спровоцировал восстание. 5 февраля повстанцы объявили об отделении Болоньи, Феррары, Равенны и Форли от Папской области. Восстание также распространилось в Марке и Умбрии. Первоначально в Романье папские власти без сопротивления уступили власть. Новая временная власть провозгласили создание Объединённых итальянских провинций, парламентской республики, со столицей в Болонье под председательством Джованни Вичини, который обнародовал конституцию.
С 5 по 9 февраля через территорию Объединённых провинций прошли революционные войска генерала Джузеппе Серконьяни, командующего Национальной гвардией Пезаро. Разгромив папских зуавов в Анконе и Терни, Серконьяни двинулся к границам с Лацио. У ворот Риети он был отбит папской армией.
Хотя повстанцам удалось захватить такие важные города, как Парма и Болонья, в феврале-марте 1831 года итальянские революционеры не смогли противостоять интервенции Австрии. Повстанцы тщетно надеялись на вмешательство нового французского короля Луи-Филиппа. Министр иностранных дел Австрийской империи Меттерних добился того, что в отношении австрийских действий король Франции занял благожелательную позицию. 25 февраля австрийцы переправившись через реку По и двинулись в сторону Модены. Через несколько дней они были в Болонье, а затем в Ферраре. 25 марта революционеры проиграли сражение у Римини.
26 марта 1831 года Джованни Вичини подписал капитуляцию, передав полномочия папскому легату кардиналу Бенвенути. Объединенные провинции прекратили свое существование. Часть либералов, снабженных паспортами, предоставленными кардиналом Бенвенути, отправилась в Анкону, но 26 апреля Анкона была оккупирована австрийцами.
В герцогствах и Папской области начались беспощадные репрессии против участников революции: были тысячи арестов, судов, смертных приговоров и пожизненных заключений.